# SDC
Netcompany Banking Services (tidligere SDC A/S og foreningen Sparekassernes Datacentraler) er en af de tre store bankcentraler i Danmark.

## Historie
Netcompany Banking Services etableres 1963 under navnet foreningen Sparekassernes Datacentraler for at udføre elektronisk bogføring for de danske sparekasser. I 1996 omdannes det til et aktieselskab. Den internationale virksomhed begynder i Norge 2004 og fortsætter i Sverige 2006.
SDC blev i 2025 opkøbt af Netcompany og skiftede i den forbindelse navn til Netcompany Banking Services.